# ダラス・カウボーイズ・チアリーダーズ
ダラス・カウボーイズ・チアリーダーズ (Dallas Cowboys Cheerleaders、時折DCCと短縮され、公式ニックネームは「アメリカの恋人(America's Sweethearts)」) は、NFLのダラス・カウボーイズのチアリーダーのチームである。

## 歴史

### 1960年代
1967年のコットン・ボウルでのカウボーイズとアトランタ・ファルコンズの試合において、ミニスカートをはいた恵まれた容姿のストリッパーであるバブルス キャッシュという女性が、両手に綿菓子を持ってスタンドの50ヤードラインの階段を降りると客席が沸き、歓声に変わった。瞬く間にダラスで話題となり、カウボーイズのゼネラルマネージャーであるテックス・シュラムからも注目された。カウボーイズの収益性にとってエンターテイメント産業が重要であることを理解していたシュラムは、キャッシュと同じような服装のチアリーディング・チームを結成することを思いついた。

### 1970年代
1970年のシーズンに備えて、シュラムは観客に受けるようにチアリーダーのイメージを変更する決心をした。最初の主な変更は、全て女性とし、ユニフォームおよび、高校や大学のチアリーディング・チームのような伝統的なアクロバットなスタイルでなくダンスをメインとすることに変更した。1970年のシーズンにおいて、地元の高校のチアリーダーから選ばれた10 人も、ユニフォームのデザイン変更、ディー・ブロックの指揮の下、振付師の助けを借りて、新しいダンス・スタイルのチア・ルーチンを作成する作業にも関与した。 1971年に資格規則が変更され、オーディションには地元のチアリーダーだけでなく、高校のダンス・チームのメンバーも参加できるようになった。その後、1972 年に、ニューヨークの振付師であるテキシー・ウォーターマンが採用され、魅力的な外見、運動能力、パフォーマーとして才能を持つ18歳以上の、全く新しい女性チームのオーディションとトレーニングを行なった。 1972年のチームは成人女性で構成されていたため、ユニフォームを再びデザインし、今日知られている伝統的なDCCのイメージにより近い、より露出度の高い外観 (特に伝統的なチアリーダー・スカートからホットパンツへの移行) を導入した。
1977年の秋、カウボーイズがデザイナー兼写真家のボブ・ショウと共に、ダラス・カウボーイズでNFL初のチアリーダー・ポスターを制作し、全国的な注目がさらに高まった。これに加え、1977年10月のショウによる『エスクァイア』誌の記事により、チームは 2 つのネットワーク TV スペシャル、 『NBCロックンロール・スポーツ・クラシック』とABCの『オズモンド・ブラザーズ・スペシャル』に出演することとなった。またこの年、DCC は独自の 1 時間スペシャル『36モースト・ビューティフル・ガールズ・イン・テキサス』を制作し、ABCにてシーズン開幕戦でカウボーイズが出場するマンデーナイトフットボールの前に放送された。1979年1月14日、テレビ映画『ダラス・カウボーイズ・チアリーダーズ』が放映された。バート・コンヴィとジェーン・シーモアが出演し、全米テレビ視聴者の48%のが視聴した。

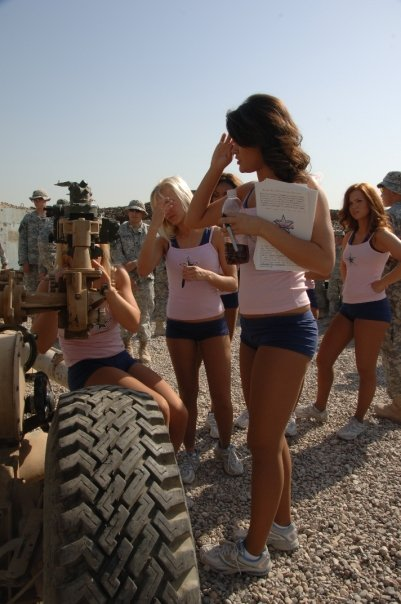
DCCの一部のメンバーがイラクを訪問した。メンバーの1人が近代の榴弾砲の照準を覗き込んでいる。

1980年1月13日、オリジナルのテレビ映画の続編である『ダラス・カウボーイズ・チアリーダーズ II』が放映された。以降チアリーダーは他にも多くのテレビ出演を行っており、ポスター、Tシャツ、トレーディング・カード、カレンダーなど、様々な商品に登場している。
また球場内外に関わらず、アメリカ全土だけでなく海外でも巡業を行なっている。1979年のホリデー・シーズンに韓国に駐留する米軍のために始まった米国慰問協会(USO)ツアーへの定期的な出演が含まれている。

### 1990年代
DCC は、 1994 FIFAワールドカップの第2試合スペイン対韓国戦の開会式に出演した。
DCC出身のケリー・マゴナギル・フィングラスが監督に、ジュディ・トラメルが振付師となった。

### 2000年代～現在
2006年から2021年にかけて、NFLのフットボール シーズン中にカントリー ミュージック テレビジョン(CMT)にて、毎年行われるオーディションの過程を追ったリアリティ番組『Dallas Cowboys Cheerleaders: Making the Team』が制作された。当初より、各エピソードにて「トレーニング・キャンプ候補生」と「ベテラン候補生」が音楽に合わせてダンスをし、客員振付師から新しい振付を学ぶ部分が含まれていた。番組は16シーズンに亘りヒットしていたが、CMTはシーズン17の番組を更新しないことを決定し、DCCはそれ以来、新しい放送局を探している。
DCCは2022 FIFAワールドカップを宣伝するFIFAからの委任を受け入れた。
DCCはまた、テキサス州オースティンで開催されたF1世界選手権の2013年と2018年アメリカグランプリレースで開会式および表彰台に出演した。
毎年、DCCはカレンダーをリリースしている。最近では、毎年恒例の水着カレンダーに加えてカウボーイズのホームゲームでのチアのスナップ写真による「サイドライン・カレンダー」もリリースしている。近年、DCCはダラス・フォートワース複合都市圏における女性の権利拡大を体現しているとされる。
2021年12月、雑誌『テキサス・マンスリー』は、元チアリーダーやDCCに関係者へのインタビューを特集した8エピソードのポッドキャスト「America's Girls」をリリースした。

## 球場外でのテレビ出演
テレビ映画2作品に加えて、DCCは数多くのテレビ番組やスペシャル番組にパフォーマー、ゲスト出演者、ゲーム番組の出場者として出演している。出演番組の一部を以下に示す。
- 『The Love Boat』 、エピソード62および63(シーズン3)、エピソード84(シーズン4)
- レッスルマニア 38 [8]

## フィクション
- 『デビー・ダズ・ダラズ』は、10代の若者たちがDCCと酷似する架空のチームを目指す様子を描いた映画。主演女優のバンビ・ウッズは、実際にDCCのオーディションを受けたことがあるが、入団には至らなかった[9]。DCC は、商標登録しているユニフォームの模倣使用に反対し、映画館が映画を上映するのを阻止する差し止め命令を確保することができた[10][11]。

## 出身者
DCC出身者の多くは、ショービジネスなどで成功を収めている。著名な出身者を以下に示す：
- メリッサ・ライクロフト（2006年-2008年）、『バチェラー』（シーズン13）優勝。『ダンシング・ウィズ・ザ・スターズ』（シーズン8）2位。『ダンシング・ウィズ・ザ・スターズ』（オールスターズ）優勝。
- ジェニー・クロフト(2002年–2005年)、『バチェラー』(シーズン11)準優勝。マイアミ・ヒートの元チアリーダー。フェニックス・サンズの元チアリーダー[12]。
- サラ・シャヒ(1999年–2000年)、女優。 USAネットワークの『<i id="mwhQ">Fairly Legal</i>』およびCBSの『Person of Interest』出演[13]。

## ギャラリー
- The DCC on board USS Harry S. Truman
- The DCC visit U.S. sailors on board Template:USS.
- Dallas Cowboys Cheerleaders come to a forward operating base in Iraq to entertain troops.
- A Dallas Cowboys cheerleader challenges Pfc. Carlos Nanez to remain completely at parade rest while she performs a cheer on stage during the Sergeant Major of the Army's Freedom and Hope USO Tour at LSA Anaconda, Iraq, Dec. 23, 2005. Nanez is a medical maintenance specialist with the 226th Medical Battalion out of Germany.
- Dallas Cowboys Cheerleaders kickline
- Dallas Cowboys cheerleader Dara McFarlane signs a photo for troops at Camp Arifjan, Kuwait as part of the Army's Hope and Freedom tour to entertain deployed troops.